# گذرنامه داخلی

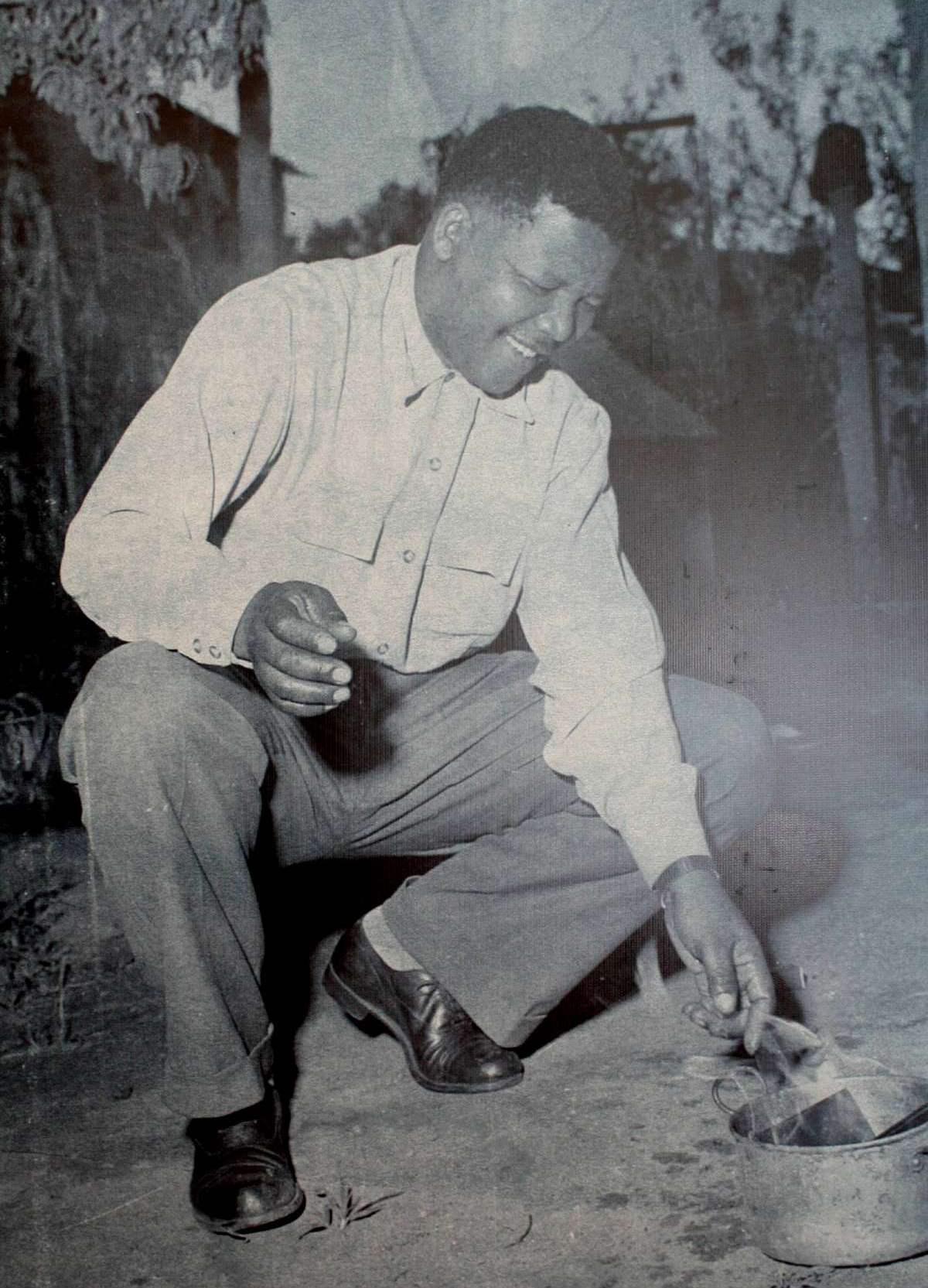
نلسون ماندلا درحال سوزاندن گذرنامه داخلی خود در سال ۱۹۶۰

در آفریقای جنوبی، قوانین عبوری (pass laws) نوعی سیستم گذرنامه داخلی بود که برای جداسازی نژادی مردم، مدیریت شهرنشینی و تخصیص نیروی کار مهاجر طراحی شده بود. قوانینی که به عنوان قانون بومیان (natives' law) نیز شناخته می‌شد، pass laws نه تنها رفت و آمد سیاه پوستان بلکه رفت و آمد سایر افراد را نیز به شدت محدود می‌کرد. قبل از دهه ۱۹۵۰، این قانون عمدتاً در مورد مردان آفریقایی اعمال می‌شد و تلاش برای اعمال آن در مورد زنان در دهه‌های ۱۹۱۰ و ۱۹۵۰ با اعتراضات قابل توجهی روبرو شد. pass laws یکی از ویژگی‌های غالب سیستم آپارتاید آفریقای جنوبی بود تا اینکه در سال ۱۹۸۶ عملاً به پایان رسید.

## تاریخچه
اولین پاسپورت‌های داخلی در آفریقای جنوبی در ۲۷ ژوئن ۱۷۹۷ توسط ارل مکارتنی در تلاش برای جلوگیری از ورود آفریقایی‌ها به مستعمره کیپ معرفی شد. مستعمره کیپ با دو جمهوری آفریقای جنوبی در آفریقای جنوبی ادغام شد تا اتحادیه آفریقای جنوبی را در سال ۱۹۱۰ تشکیل دهد. در این زمان، نسخه‌هایی از pass laws در جاهای دیگر وجود داشت. یک عامل تأثیر گذار برای استفاده از این نوع قوانین، ظهور بخش معدن از دهه ۱۸۸۰ بود، pass laws ابزار مناسبی برای کنترل تحرک کارگران و اجرای دقیق تر قراردادها را فراهم کرد.
در سال ۱۸۹۶ جمهوری آفریقای جنوبی دو قانون تصویب کرد که آفریقایی‌ها را ملزم به حمل نشان فلزی می‌کرد. فقط کسانی که توسط یک استادکار استخدام شده بودند، مجاز به ماندن در منطقه بودند. کسانی که وارد یک «منطقه کارگری» می‌شدند، به یک گذرنامه مخصوص نیاز داشتند که به آنها اجازه می‌داد سه روز در آنجا بمانند.